# Санта-Фе-ди-Минас
Санта-Фе-ди-Минас (порт. Santa Fé de Minas) — муниципалитет в Бразилии, входит в штат Минас-Жерайс. Составная часть мезорегиона Север штата Минас-Жерайс. Входит в экономико-статистический микрорегион Пирапора. Население составляет 3910 человек на 2006 год. Занимает площадь 2916,648 км². Плотность населения — 1,3 чел./км².

## История
Город основан в 1962 году.

## Статистика
- Валовой внутренний продукт на 2003 год составляет 10 118 040,00 реалов (данные: Бразильский институт географии и статистики).
- Валовой внутренний продукт на душу населения на 2003 год составляет 2504,47 реалов (данные: Бразильский институт географии и статистики).
- Индекс развития человеческого потенциала на 2000 год составляет 0,622 (данные: Программа развития ООН).